# Savitri Jindal
Savitri Jindal (* 20. März 1950 in Tinsukia, Assam) ist eine indische Unternehmerin und Politikerin.

## Leben
Jindal ist Vorsitzende des indischen Unternehmens Jindal Steel. Als Abgeordnete sitzt sie im Bundesstaat Haryana im Parlament. Ihr Ehemann Om Prakash Jindal verstarb 2005 bei einem Helikopterabsturz. Jindal ist verwitwet und hat neun Kinder. Mit ihrer Familie lebt sie in Hisar, Haryana. Nach Angaben des US-amerikanischen Forbes Magazine gehört Jindal zu den reichsten Indern.